# 5 000 mètres masculin aux Jeux olympiques d'été de 1948
Pour un article plus général, voir Athlétisme aux Jeux olympiques d'été de 1948.
Navigation
Berlin 1936 Helsinki 1952
L'épreuve du 5 000 mètres masculin aux Jeux olympiques de 1948 s'est déroulée les 31 juillet et 2 août 1948 au Stade de Wembley de Londres, au Royaume-Uni. Elle est remportée par le Belge Gaston Reiff.

## Résultats

### Finale
| Rang               | Athlète             | Pays            | Temps         | Notes |
| ------------------ | ------------------- | --------------- | ------------- | ----- |
| Médaille d'or      | Gaston Reiff        | Belgique        | 14 min 17 s 6 | OR    |
| Médaille d'argent  | Emil Zátopek        | Tchécoslovaquie | 14 min 17 s 8 |       |
| Médaille de bronze | Willem Slijkhuis    | Pays-Bas        | 14 min 26 s 8 |       |
| 4                  | Erik Ahldén         | Suède           | 14 min 28 s 6 |       |
| 5                  | Bertil Albertsson   | Suède           | 14 min 39 s 0 |       |
| 6                  | Curt Stone          | États-Unis      | 14 min 39 s 4 |       |
| 7                  | Väinö Koskela       | Finlande        | 14 min 41 s 0 |       |
| 8                  | Väinö Mäkelä        | Finlande        | 14 min 43 s 0 |       |
| 9                  | Marcel Vandewattyne | Belgique        |               |       |
| 10                 | Martin Stokken      | Norvège         |               |       |
| 11                 | Helge Perälä        | Finlande        |               |       |
|                    | Evert Nyberg        | Suède           |               | DNF   |